# Silent Raid
Der Silent Raid war der größte Luftangriff mit Luftschiffen in der Geschichte. Er erfolgte im Ersten Weltkrieg und kostete 32 Londoner das Leben.

## Geschichte
Am 19. Oktober 1917 startete ein Geschwader von elf höhentauglichen Zeppelin-Militärluftschiffen unter der Leitung von Kapitänleutnant Horst Treusch von Buttlar-Brandenfels und Kapitänleutnant Hans von Schiller Richtung London. Der Angriff wurde in England als „Silent Raid“ bekannt, da durch die Angriffshöhe der neuen Schiffe von über 5000 m am Boden kaum Motorengeräusche vernehmbar waren. Die 74 aufgestiegenen britischen Abfangjäger konnten die Angreifer, die zusammen 274 Bomben abwarfen, nicht erreichen. LZ 101 (L 55) unter Kapitänleutnant Flemming erreichte auf der Rückfahrt die Rekordhöhe von 7600 Meter. Allerdings erwies sich dieser Angriff als Debakel für die Marineluftschifffahrt. Nach dem Angriff gingen am 20. Oktober 1917 fünf Schiffe auf der Heimfahrt verloren.
- LZ 85 (L 45) wurde bei einer Notlandung bei Sisteron (Frankreich) wegen Treibstoffknappheit zerstört. Die Mannschaft geriet in Gefangenschaft.
- LZ 89 (L 50) musste bei Dammartin (Südfrankreich) wegen Treibstoffknappheit notlanden und wurde dann unbemannt ins Mittelmeer abgetrieben. Die Mannschaft geriet in Gefangenschaft.
- LZ 93 (L 44) wurde durch einen Sturm nach Frankreich abgetrieben und über Lunéville brennend abgeschossen. Keine Überlebenden.
- LZ 96 war bei der Rückfahrt nahe Bourbonne les Bains zur Notlandung gezwungen. Er geriet fast unbeschädigt in französische Hände. Die Mannschaft geriet in Gefangenschaft.
- LZ 101 trieb schwer beschädigt hinter die Westfront, nachdem es nach Abwurf sämtlicher Ausrüstung vorher 7600 m erreicht hatte, und wurde nach einer Notlandung bei Tiefenort/Thüringen verschrottet.